# Kościół Przenajświętszego Sakramentu w Łowiczu
Kościół pod wezwaniem Przenajświętszego Sakramentu w Łowiczu – świątynia mariawicka, siedziba parafii Przenajświętszego Sakramentu w Łowiczu, położonej w diecezji śląsko-łódzkiej Kościoła Starokatolickiego Mariawitów w RP. 
Kościół Przenajświętszego Sakramentu znajduje się w Łowiczu przy Alejach Henryka Sienkiewicza, w powiecie łowickim w województwie łódzkim. 
Świątynia wybudowana w 1910 w stylu neogotyckim typu bazylikowego, powstała na planie krzyża łacińskiego. Kościół murowany z cegły ceramicznej w wątku kowadełkowym. Dach dwuspadowy, kryty dachówką. Od południa pięcioboczny, przepruty ostrołukowym arkadowaniem przedsionek. Front kościoła zdobi wysoka neogotycka wieża oraz para pinakli. Nawa główna o sklepieniu krzyżowo-kolebkowym jest znacznie wyższa niż boczne, wsparte na 8 kolumnach. Wyposażenie kościoła jest bardzo skromne. W ołtarzu głównym znajduje się Chrystus Ukrzyżowany, na prawo od ołtarza ikona Matki Boskiej Nieustającej Pomocy, po stronie lewej – ambona metalowa, koszowa z 1910. Na antepedium ołtarza widnieje herb Łowicza. Nad ołtarzem znajduje się pozłacana konfesja. W 2002 kościół wpisano do rejestru zabytków. Nabożeństwa w kościele odbywają się 3 razy w miesiącu. 
4 września 1910, w nowo zbudowanym kościele odbyła się konsekracja biskupia kapłanów: Romana Marii Jakuba Próchniewskiego i Leona Marii Andrzeja Gołębiowskiego. Sakry udzielił biskup Jan Maria Michał Kowalski przy współudziale biskupów Gerarda Gula i Jakuba van Thiela.
Kościół wpisano do rejestru zabytków 15 kwietnia 2002 pod nr A/3.